# スーズ・ロバートソン
スーズ・ロバートソン（Susanne (Suze) Bisschop-Robertson、1855年12月17日 - 1922年10月18日）は、オランダの画家である。19世紀末から、20世紀の初めにオランダで職業画家になった女性の一人で、1912年にオランダの新聞にロバートソンらのオランダの女性画家は「Amsterdamse Joffers（"アムステルダムのお嬢さん達"のような意味）」という呼称で取り上げられた。

## 略歴
デン・ハーグで商人、ジョン・ロバートソン(John Robertson)の娘に生まれた。2歳の時、母親が亡くなり叔父夫婦に育てられた。ヴァッセナールの寄宿学校で絵の才能を見出され、1874年にハーグの美術アカデミーに入学し、ヨハン・フィリップ・クールマン(Johan Philip Koelman)に学んだ。ロッテルダム、アムステルダムの美術学校やデルフトの工科大学でも学んだ。
1877年から美術教師として働き始め、1883年頃から絵画の制作に専念した。「Amsterdamse Joffers」とされた画家の中でも先駆的な役割を果たした。1880年代にデンハーグに戻った。ハーグの美術協会のプルクリ・スタジオや「オランダ素描協会（Hollandsche Teekenmaatschappij）」、「オランダ版画クラブ(Nederlandsche Etsclub)」、「Arti et Amicitiae（芸術と友情）」といいったグループの展覧会に参加した。1892年にレーワルデン出身の画家、リチャード・ビショップ(Richard Bisschop: 1849-1926)とスヘルトーヘンボスで結婚し、1894年に、後に画家になる娘のサラ(Sara Bisschop: 1894-1992)が生まれた。
結婚後も、オランダの国内外の展覧会に出展し、何度も賞を得た。1900年にロンドンで開かれた国際女性作品展(International Exhibition of Women's Labor)やパリ万国博覧会などで賞を得た。 1903年から1914年の間に最も活躍したとされる。1913年にオランダのフランスからの解放100年を記念する女性美術展「De Vrouw 1813-1913」にも出展された。晩年は娘と共作し共同展も開いた。
1921年にプルクリ・スタジオで回顧展が開かれた。1922年10月に故郷のデン・ハーグで66歳で亡くなった。

## 作品

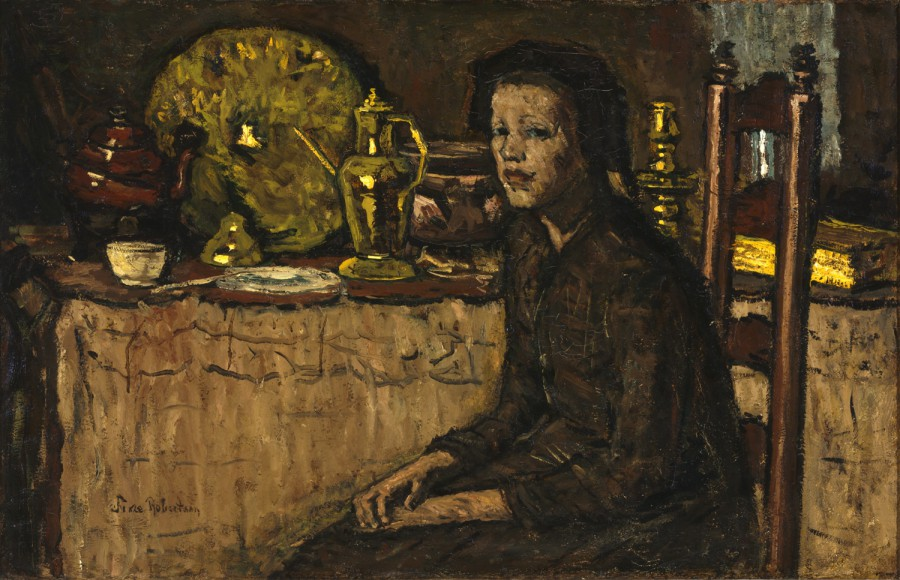
骨董品店　(1900/1901) ユトレヒト中央博物館
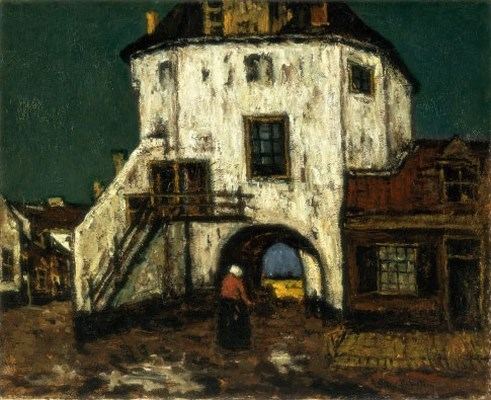
"The Fisher's gate at HarderwijkW" Kunstmuseum Den Haag
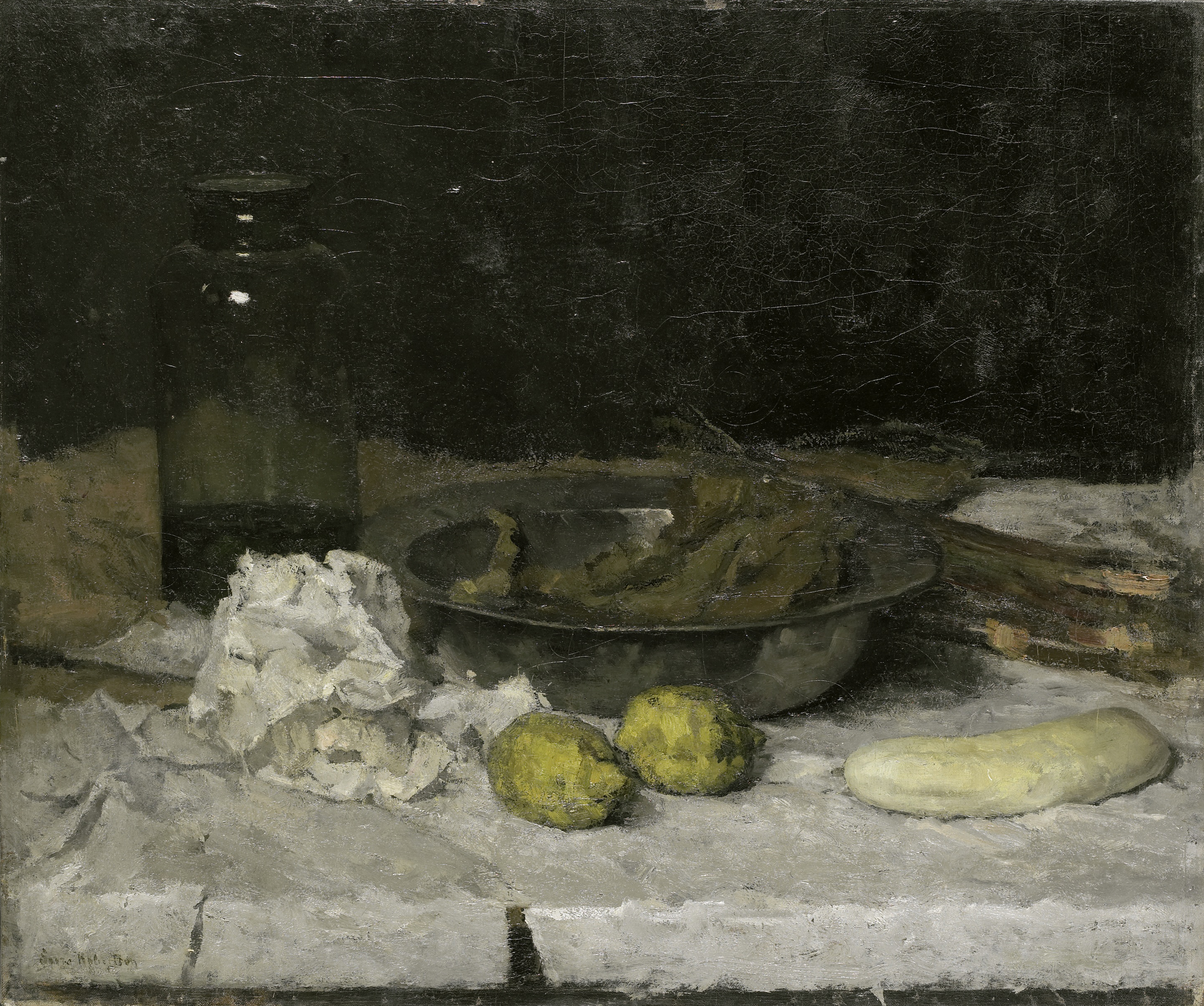
静物画 (1922) アムステルダム国立美術館

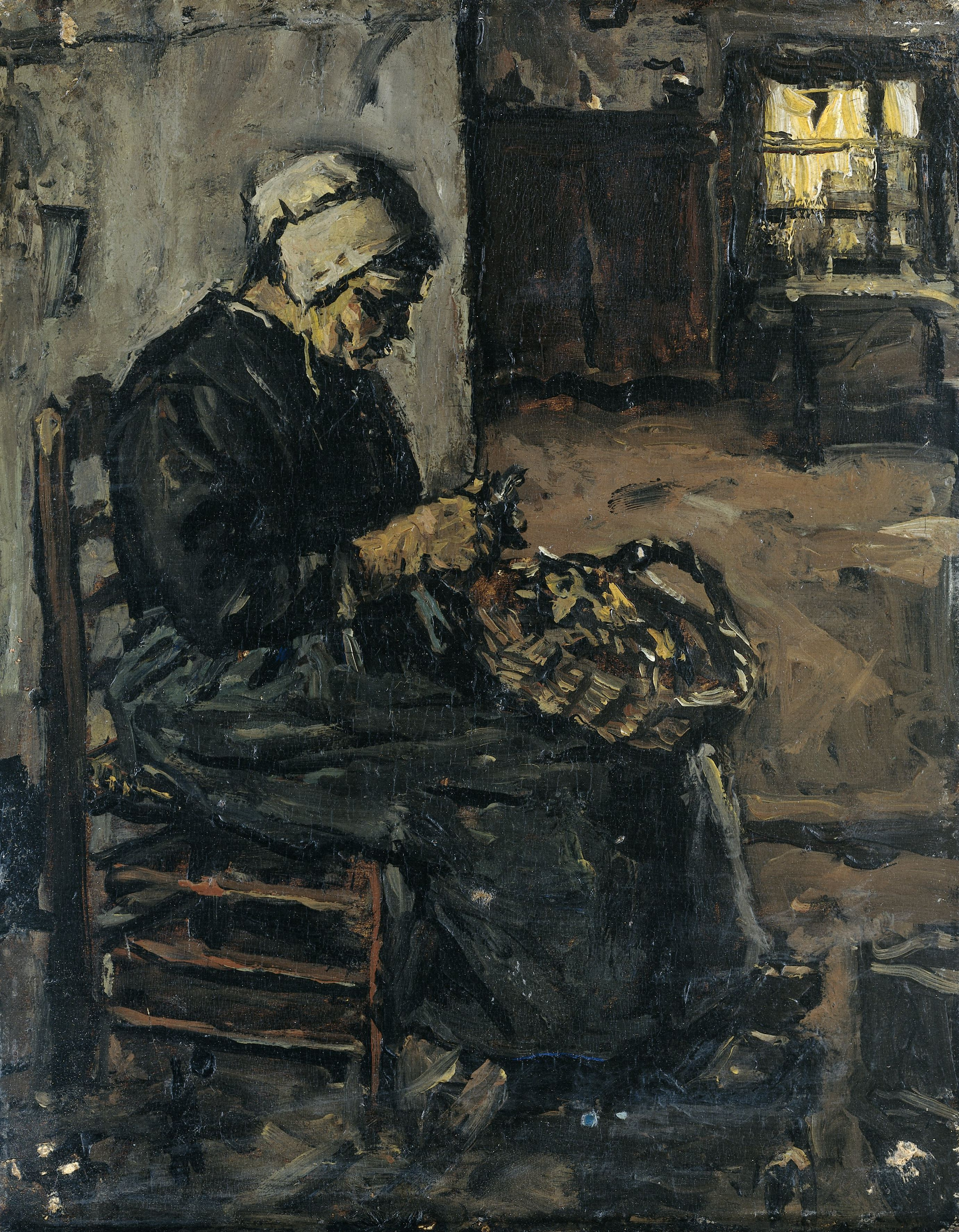
ジャガイモの皮を剥く農婦 アムステルダム国立美術館
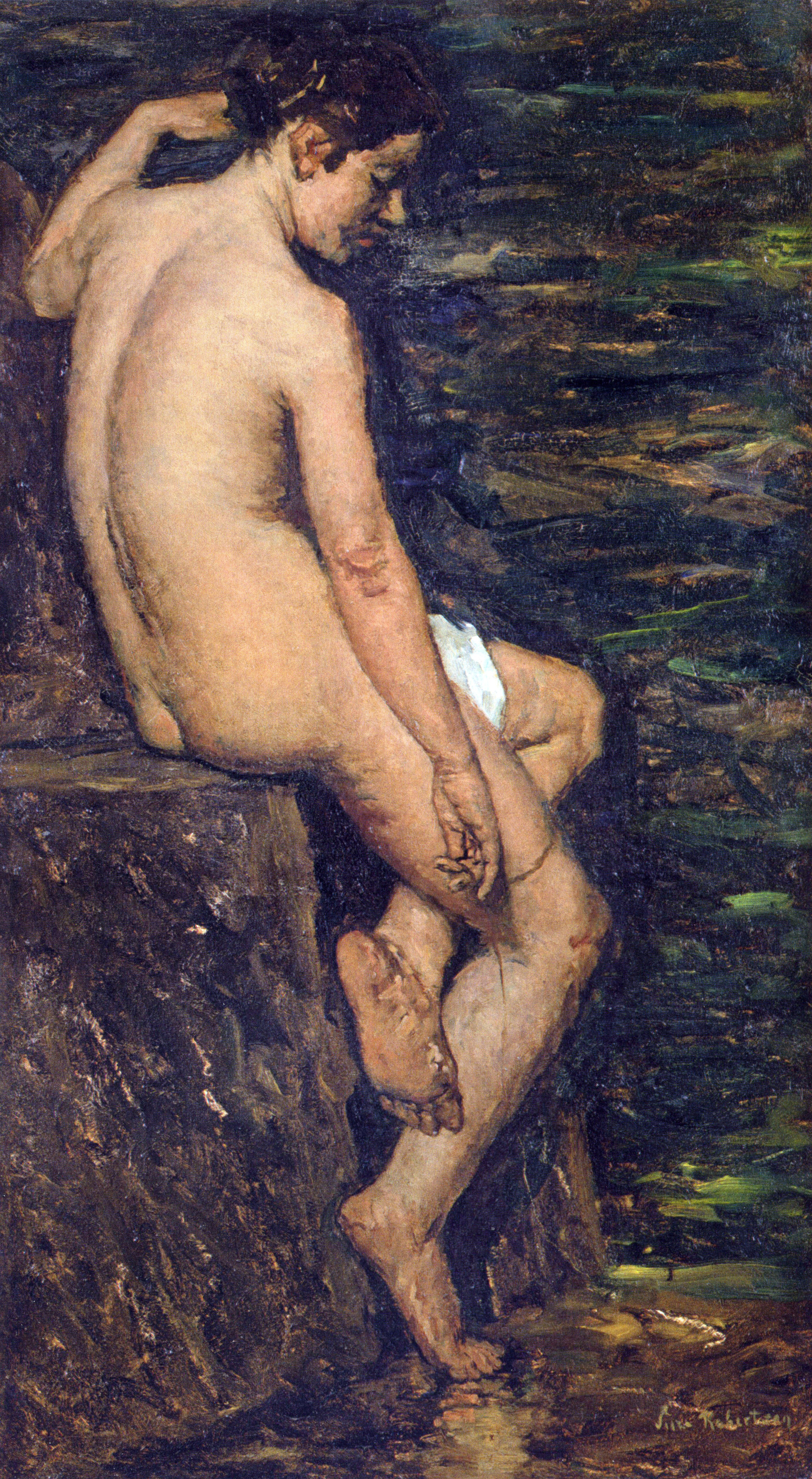
"Lena ドルトレヒト美術館"
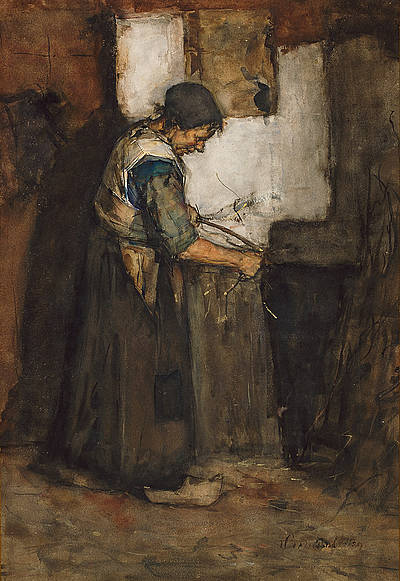
The Breaker of branches
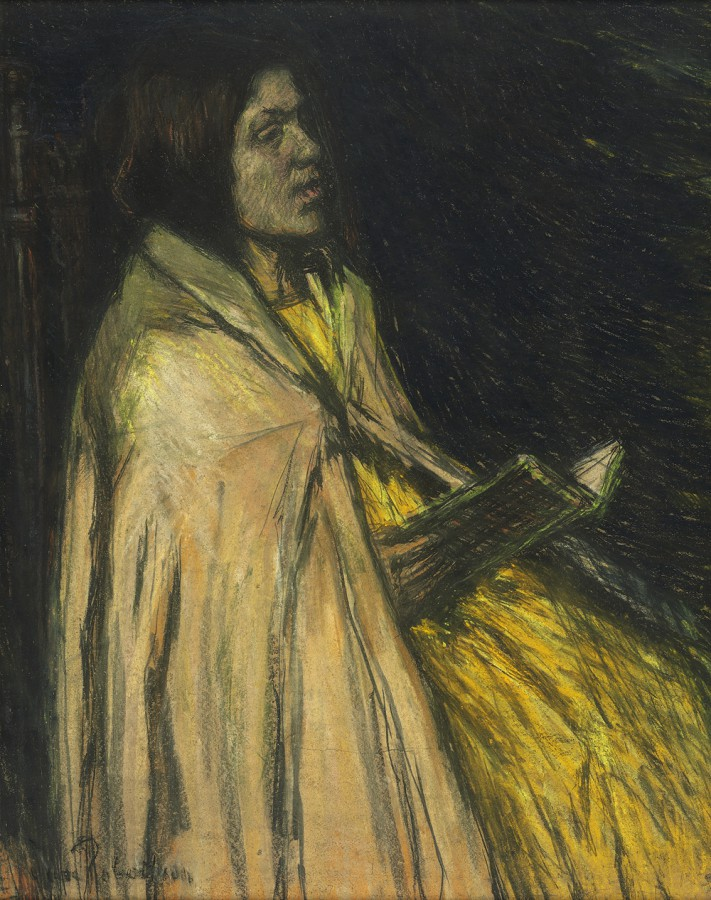
読書する女性